# Bitwa pod Berdyczowem (IV 1920)

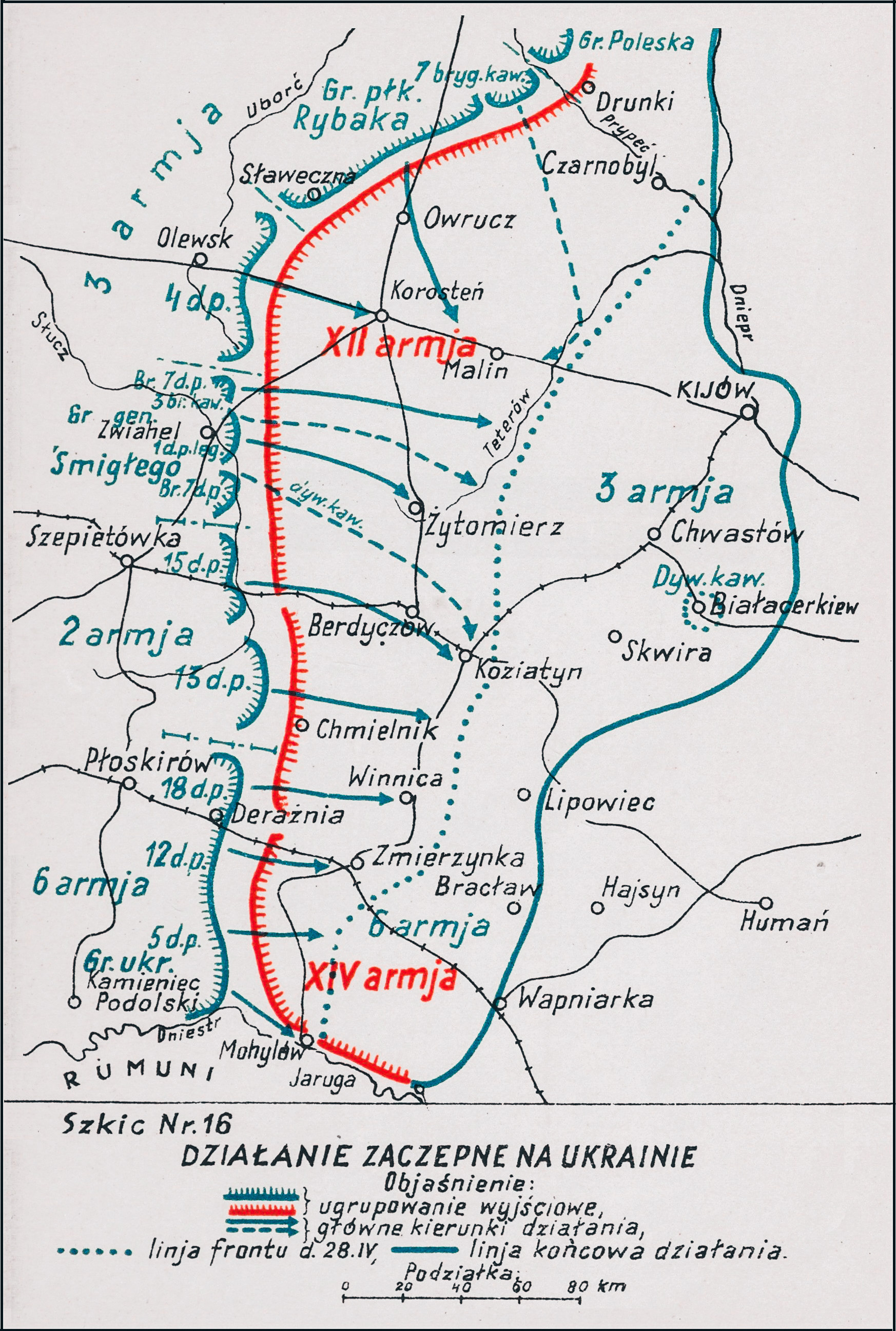
Adam Przybylski,
Wojna Polska 1918–1921

Bitwa pod Berdyczowem – walki grupy gen. Anatola Kędzierskiego z sowiecką 44 Dywizją Strzelców toczone w okresie operacji kijowskiej w czasie wojny polsko-bolszewickiej.

## Sytuacja ogólna
25 kwietnia rozpoczęła się polska ofensywa na Ukrainie. Zgrupowane na froncie od Starej Uszycy nad Dniestrem po Prypeć trzy polskie armie uderzyły na wschód. Po stronie sowieckiej broniły się sowieckie 12 Armia Siergieja Mieżeninowa i 14 Armia Ijeronima Uborewicza posiadające w swoim składzie siedem dywizji strzelców i jedna dywizję kawalerii.
Główne uderzenie wykonywała 3 Armia marsz. Józefa Piłsudskiego. Wydzieliła ona ze swoich sił grupę operacyjną gen. Edwarda Rydza-Śmigłego, która atakując po obu stronach szosy Zwiahel - Żytomierz, na froncie szerokości 60 km parła na Kijów. 
Na południe od grupy operacyjnej gen. Śmigłego działała 2 Armia gen.  Antoniego Listowskiego w składzie 13. i 15 Dywizja Piechoty oraz ukraińska 6 Siczowa Dywizja Strzelców. Armia ta uderzała w ogólnym kierunku na Berdyczów i Samhorodek.

## Walki pod Berdyczowem
25 kwietnia zgrupowana nad Słuczem 15 Wielkopolska Dywizja Piechoty przystąpiła do natarcia. Maszerowała po obu stronach linii kolejowej Szepetówka-Połonne-Berdyczów-Koziatyn.
Jej prawe skrzydło tworzyła grupa gen. Anatola Kędzierskiego w składzie 61. i 62 pułk piechoty oraz I i II dywizjon 15 pułku artylerii polowej. Grupa otrzymała zadanie działać w kierunku na Berdyczów.
26 kwietnia wielkopolskie pułki toczyły walki o Horodyszcze, Kniazin, Piątki i Michajlenki. Późnym popołudniem podeszły pod Berdyczów i zaatakowały dworzec kolejowy broniony przez oddziały 44 Dywizji Strzelców wzmocnione samochodem pancernym. Działania polskiej piechoty skutecznie wspierały artyleryjskie dywizjony. Opór przeciwnika szybko złamano i do wieczora opanowano całe miasto.
Komunikat prasowy Sztabu Generalnego z 28 kwietnia 1920 donosił:

Ofensywa na Ukrainę rozwija się nadal pomyślnie. Nasze oddziały w szlachetnem współzawodnictwie, ścigają ogromnemi marszami nieprzyjaciela i nie dają mu czasu do zebrania sił. Malin, Korosteń, Berdyczów, Koziatyn, Chmielnik i Bar są zajęte. Zdobycz w jeńcach i materiale wojennym ogromna. W Berdyczowie, bronionym  zacięcie w kilku punktach, wzięto prawie wszystkie składy i urządzenia.

## Bilans walk
Walki pod Berdyczowem zakończyły się zwycięstwem Polaków. Zdobyto cztery pociągi wyładowane zapasami i sprzętem wojskowym, samochód pancerny, 16 samochodów, 40 ckm. Wzięto do niewoli  kilkuset jeńców. Oswobodzono też kilkudziesięciu zakładników polskich, zabranych z Żytomierza.